# Sự bay của côn trùng

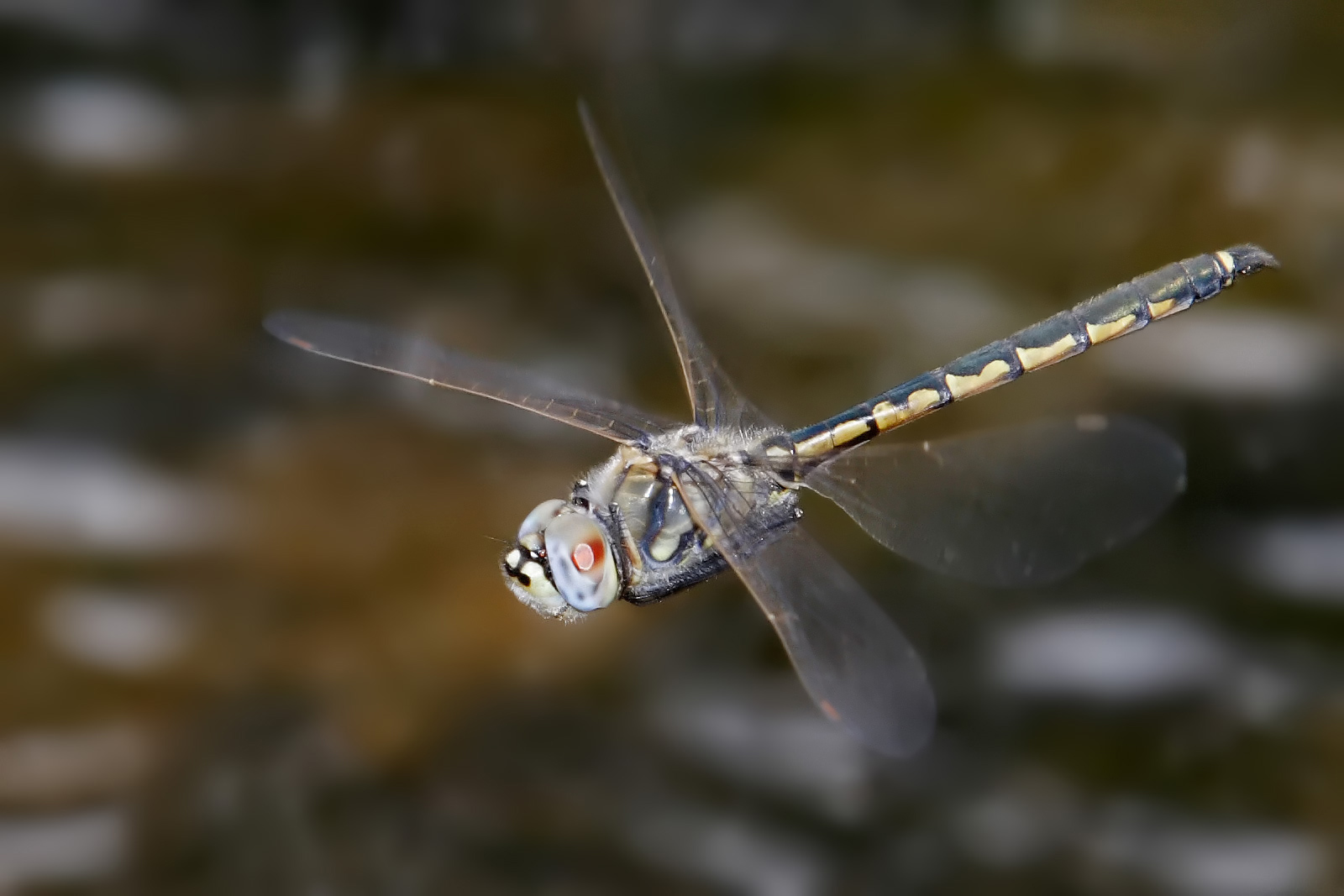
Một con chuồn chuồn ngọc lục bảo (Hemiaordulia tau) có cơ bắp bay gắn trực tiếp vào đôi cánh của nó.

Côn trùng là nhóm duy nhất của động vật không xương sống mà đã tiến hóa cánh và có thể bay. Hai nhóm côn trùng, chuồn chuồn và bướm, có cơ bắp bay gắn trực tiếp vào cánh. Các loài côn trùng khác có các cơ bay được gắn vào ngực, khiến nó dao động, đôi khi với tốc độ nhanh hơn tốc độ đến của các xung thần kinh và gián tiếp khiến cánh đập.
Một số côn trùng rất nhỏ sử dụng không phải là khí động học ở trạng thái ổn định mà là cơ chế vỗ và đập của Weis-Fogh, tạo ra lực nâng lớn với sự hao mòn trên cánh. Nhiều côn trùng có thể bay lượn, duy trì chiều cao và kiểm soát vị trí của chúng. Một số côn trùng như bướm đêm có những cánh đầu được ghép nối với những cánh sau để chúng có thể hoạt động đồng loạt.
Côn trùng lần đầu tiên bay được trong Kỷ Than đá, khoảng 350 triệu năm trước. Cánh có thể đã tiến hóa từ phần phụ ở hai bên chân tay vốn đã có dây thần kinh, khớp và cơ bắp được sử dụng cho các mục đích khác. Chúng ban đầu có thể được sử dụng để trượt trên mặt nước, hoặc để làm chậm tốc độ hạ xuống khi lướt đi.

## Cơ chế

Bay trực tiếp: cơ bám vào cánh. Chỉ với các côn trùng lớn

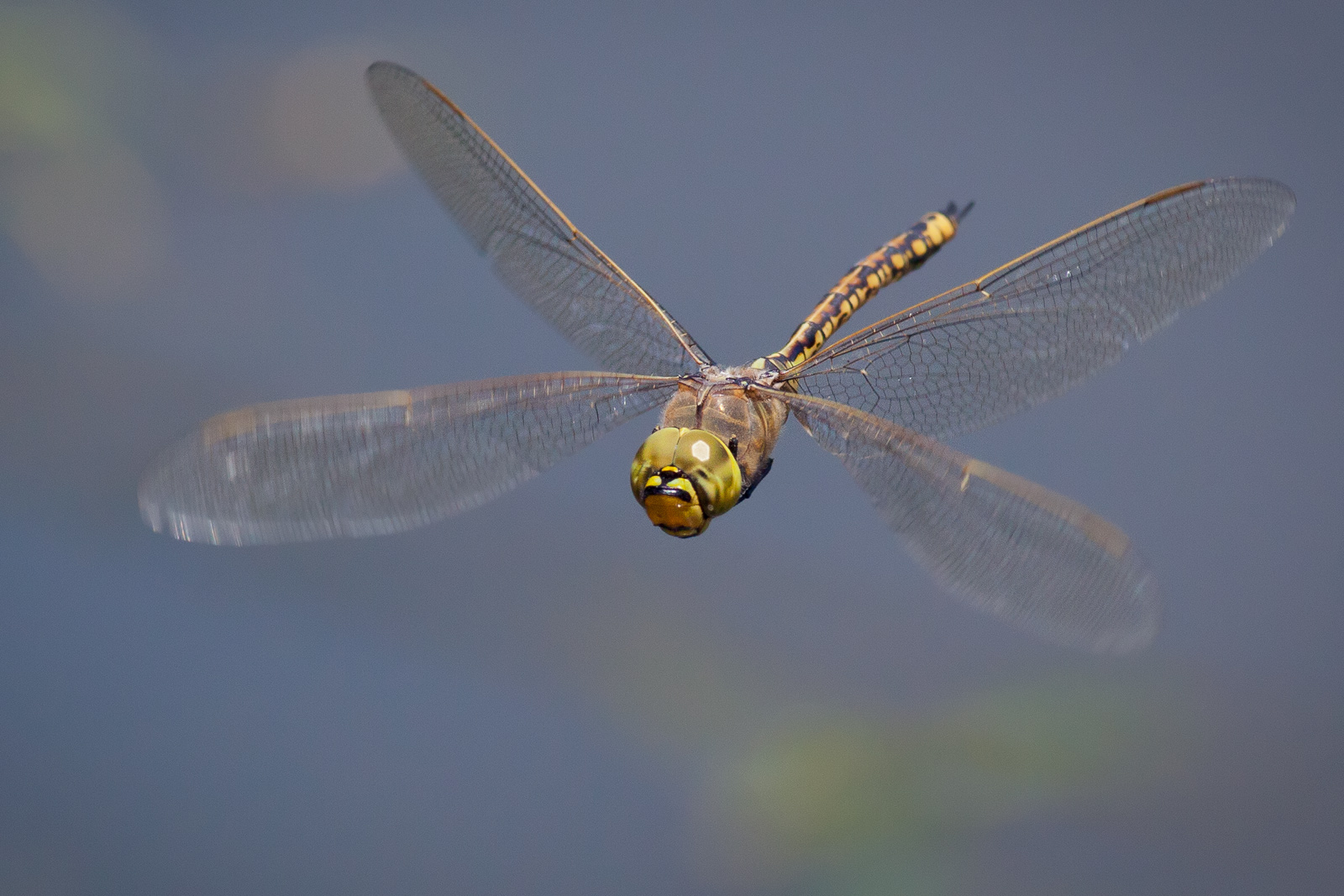
Odonata (chuồn chuồn) có cơ bắp bay thẳng, cũng như loài phù du.

### Bay trực tiếp
Không giống như các loài côn trùng khác, cơ cánh của Ephemeroptera (phù du) và Odonata (chuồn chuồn) chèn trực tiếp vào các bệ cánh, có bản lề để một chuyển động nhỏ của bệ cánh hướng xuống, rất giống với cánh chèo thuyền trong không khí. Chuồn chuồn ngô và chuồn chuồn kim có cánh trước và sau giống nhau về hình dạng và kích thước. Mỗi cánh hoạt động độc lập, mang lại một mức độ kiểm soát tốt và tính cơ động về sự đột ngột mà chúng có thể thay đổi hướng và tốc độ, không thấy ở các loài côn trùng bay khác. Điều này không có gì đáng ngạc nhiên, vì các loài này là tất cả các loài săn mồi trên không và chúng luôn săn bắt các loài côn trùng trên không khác.

### Bay gián tiếp

Bay gián tiếp: cơ bắp làm cho ngực dao động ở hầu hết các loài côn trùng.

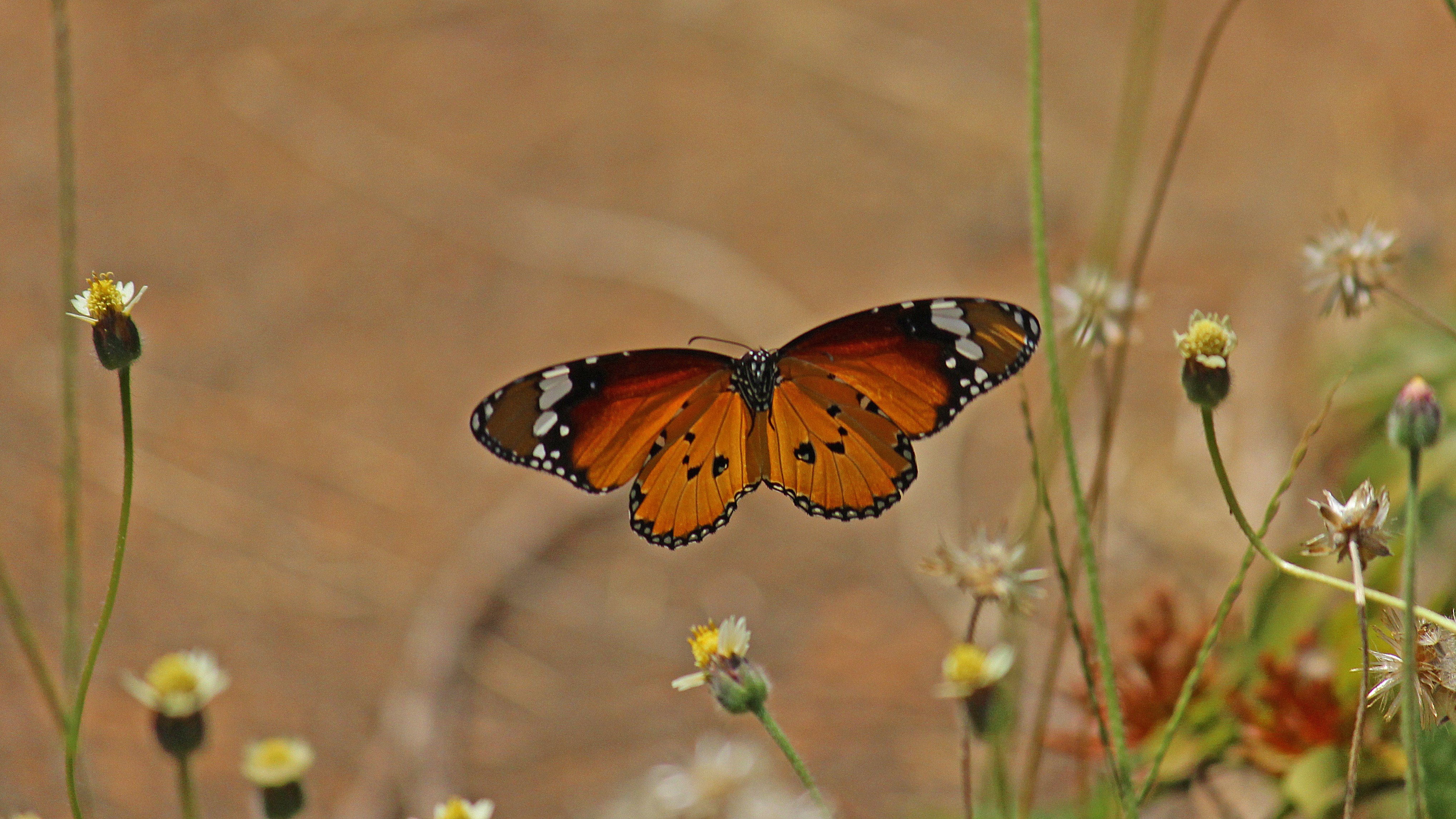
Neoptera, bao gồm bướm và hầu hết các loài côn trùng khác, có cơ bắp bay gián tiếp.

Khác với hai loài có cơ bắp bay trực tiếp, tất cả các loài côn trùng có cánh sống khác đều bay bằng một cơ chế khác, liên quan đến cơ bắp bay gián tiếp. Cơ chế này đã phát triển một lần và là tính năng xác định (synapomorphy) cho Neoptera infraclass; Nó tương ứng, có lẽ không phải ngẫu nhiên, với sự xuất hiện của cơ chế gập cánh, cho phép côn trùng Neopteran gập cánh lại trên bụng khi nghỉ ngơi (mặc dù khả năng này đã bị mất trong một số nhóm, chẳng hạn như ở những con bướm).